# Gempolrejo
Gempolrejo is een bestuurslaag in het regentschap Blora van de provincie Midden-Java, Indonesië. Gempolrejo telt 3804 inwoners (volkstelling 2010).